# Robert Żółtowski
Robert Żółtowski − polski zapaśnik i trener zapasów. 
Wychowanek Bolesława Dubickiego, trenera sekcji zapaśniczej CWKS Legia Warszawa. W 1990 r. zdobył srebrny medal na Mistrzostwach Europy Juniorów. W latach 1990–1992 członek Kadry Olimpijskiej "Barcelona 1992". Brązowy medalista Mistrzostw Polski w zapasach w stylu klasycznym we Wrocławiu w 1993, w Raciborzu w 1994 i 1997, w Wałbrzychu w 1995. Był trenerem UKS „Zdrowy Targówek”. Trener duńskiego Herning Brydeklub. 